# Hôtel de Glandeves
L'hôtel de Glandevès, parfois orthographié hôtel de Glandeves, est un hôtel particulier situé au n° 5 de la rue Littera, à Aix-en-Provence, Provence-Alpes-Côte d'Azur, France.

## Construction et historique
Le bâtiment fut construit en 1618 pour Gaspard de Glandevès.
L’hôtel de Glandevès a fait l'objet d'une inscription au titre des Monuments historiques par arrêté du 12 juillet 2023.

## Architecture
Sa façade date du XVIIIe siècle.
Son entrée (porte cochère) est remarquable: construite en arcade en anse de panier, flanquée d'agrafes à coquilles et feuillages.
Le balcon est en ferronneries d'époque.
À l'intérieur, l'escalier comporte des gypseries typiques des hôtels particuliers provençaux; elles présentent deux blasons aux armes des Glandevès et des Roussan, l'autre famille d'ancien régime qui occupa les lieux.